# Beaner
Beaner  es un término despectivo usado en Estados Unidos para referirse a los extranjeros hispanoamericanos, principalmente mexicanos. El término tiene su origen en que en la comida hispana los frijoles (beans, en inglés) suelen ser muy comunes.

## Etimología
De acuerdo a The Historical Dictionary of American Slang, dicha palabra fue impresa por primera vez en 1965, aunque se sabe que era usada al menos desde la década de 1940 (quizás derive de términos usados anteriormente como "bean-eater" (come-frijoles) y "bean-bandit" (bandido de los frijoles) que eran usados desde años anteriores como 1910).
Aunque la palabra generalmente se usa de forma peyorativa, su uso no es siempre abiertamente ofensivo, dependiendo del contexto en que se use. Aunque quizás se consideraba estrictamente despectiva, parece que el término está en una fase de "abuenamiento", donde la connotación negativa de una calumnia étnica es invertida y se usa de manera neutral o incluso positiva.
La palabra "beaner" también es usada como un apodo para personas de Boston, Estados Unidos.

## En la cultura popular
El grupo mexicano Molotov, en su disco Dance and dense denso publicó una canción de nombre "Frijolero", en la que se trata el tema de los problemas entre mexicanos y estadounidenses, respectivamente en el vídeo huyen de la policía. "Beaner" se refiere a frijolero.
- Datos: Q4876278